# Neelix

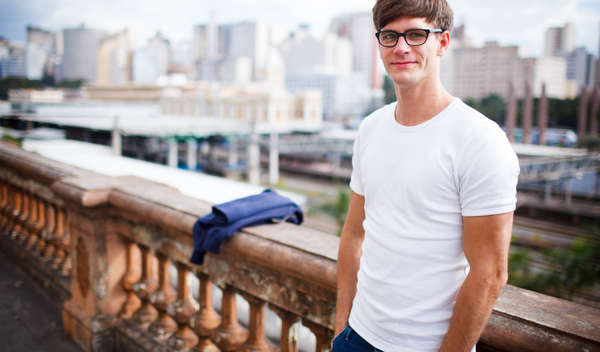
Neelix (2016)

Neelix (bürgerlich Henrik Twardzik, * 11. September 1975 in Hamburg) ist ein deutscher Musikproduzent, DJ und Liveact, dessen Werke sich hauptsächlich im Bereich des Psytrance wiederfinden.

## Leben
Mit den Anfängen seiner Musikproduktion entdeckte Twardziks Freund Alex Dorkian (Nok) seine Musik und agierte als Vermittler zwischen ihm und dem Plattenlabel. Dieses setzte ihm eine Deadline für die Findung eines Künstlernamens. Daraufhin versuchte Twardzik über Stunden hinweg einen geeigneten Namen zu finden. Er entschied sich für Neelix nach der gleichnamigen Figur aus Star Trek, da diese gerade im Abspann erschien.
1996 begann Neelix damit, Platten aufzulegen und produzierte im Frühjahr 2000 die ersten eigenen Tracks. 2003 veröffentlichte er sein erstes Album Resident. Neelix trat in Deutschland bei zahlreichen Festivals auf, außerdem im europäischen Ausland sowie in Israel, Brasilien, Mexiko und Australien.
Sein Stil ist von einem treibenden Bass, sphärischen Flächen und regelmäßigem Einsatz von Film und Vocals sowie der häufigen Verwendung ruhiger, melodischer Passagen als Spannungselement gekennzeichnet. Seine Sets tendieren oftmals in Richtung Progressive House, waren früher aber in der Regel eindeutig als Psytrance zu erkennen. Neelix arbeitet bei seinen Live-Auftritten mit seinem Notebook, MIDI-Controller und Keyboards mit zuvor bereits abgemischten Samples bzw. eigenen Produktionen, die er live arrangiert und verändert.
Twardzik lebt in Hamburg-Billstedt.

## Diskografie

### Alben
- 2003: Resident
- 2004: The Unreleased – Second Edition
- 2005: No Way To Leave
- 2007: Same Thing But Different
- 2009: You’re Under Control (Auch als CS-Edition erhältlich)
- 2010: When I’m Grown Up
- 2011: The Unreleased 2011
- 2012: Face-Lift / RMX
- 2014: Left Behind Mix
- 2015: Remixed (Remix-Album)
- 2017: On My Own
- 2020: Birth

### Singles und EPs
- 2002: Amo Nation
- 2004: The One
- 2009: Pressure
- 2009: Ask The Right Questions
- 2009: Chainsaw (EP)
- 2010: Adaption (EP)
- 2010: Under Suspicion (EP)
- 2011: Nerd (EP)
- 2011: 7th Grade (EP)
- 2011: Feel Me
- 2011: Goofy Jam Session (EP)
- 2011: The Unreleased 2011 (EP)
- 2011: Wagga Wagga (EP)
- 2012: Definitive Disco
- 2012: Pressure (Single)
- 2012: Face-Lift (EP)
- 2012: Dark Matter (EP)
- 2013: Leave Me Alone (Simon Patterson Remix)
- 2013: Wherever You Are (EP)
- 2013: Twisted Toy (Single)
- 2013: Born & Raised (EP)
- 2014: Angels Of Destruction Remixes (EP)
- 2014: Remixed (Part One, Two and Three)
- 2015: Human (EP)
- 2015: People (Single)
- 2015: Reflect (EP)
- 2015: Ever Since (EP)
- 2015: Alone After All (feat. Vök, Caroline Harrison)
- 2016: Time to Wake Up
- 2016: Born & Raised (Harmonika Remix)
- 2016: You Can Change The World (Single)
- 2016: Makeup (Sunday Edit)
- 2016: Mosquito (Single)
- 2016: Wherever You Are (Mystical Complex Remix)
- 2017: Mosquito (Well Done Edit)
- 2017: On My Own (Live Mix)
- 2017: Ever Since (Harmonika Remix)
- 2017: 1000 Sterne (Single)
- 2017: Makeup (Ghost Rider Remix)
- 2017: Waterfall (feat. The Gardener & The Tree)
- 2017: Kung Fu (Mr Bill & Frequent Remix)
- 2017: Cherokee (Single)
- 2017: Reflect (Durs Remix)
- 2017: 1000 Sterne (Talla 2XLC Trance Rework)
- 2018: Get Awake (Daniel Bruns Remix)
- 2018: The Sun (feat. Ghostrider)
- 2018: History (Single)
- 2018: You (Single)
- 2019: The Twenty Five (Official Nature One Anthem 2019)[2]
- 2019: Bang Bang (Single)
- 2020: Shadows (Single)
- 2020: All Around Us (Single)
- 2020: Makeup (Blazy remix)
- 2020: Preacher (Single)
- 2020: The Day We Met (Single)
- 2020: Hello (Single)
- 2021: Mirror (Single)
- 2021: Stupid as Fvck (Single)
- 2021: Come Close (Single)
- 2021: Rebellion (Single)
- 2021: See the Light (Single)
- 2021: Nobody Can Deny (Single)
- 2022: There Was a Time (Single)
- 2022: Wonders (feat. The Gardener & the Tree)
- 2023: Here Is Your Song (feat. Ghost Rider, The Gardener & The Tree)
- 2023: Stupid as Fvck (feat. Symphonix)
- 2023: Nana (Single)
- 2023: Next By Me (feat. Interactive Noise)

### Remix-Produktionen
- Atmos – To What My Mind Attend (Neelix Remix)
- Atmos – Ride The Flow (Neelix Remix)
- Day.Din & DJ Fabio – Glitter Pink (Neelix Remix)
- Felguk – Do You Like Bass (Neelix Remix)
- Felguk – Galaxy Traveler (Neelix Remix)
- Galactika – Human Beings (Neelix Remix)
- Jochem Peterson & Tom Hill – Wild Silence (Neelix Remix)
- Klopfgeister – Shadow of a Smile (Neelix Remix)
- Meller – Robot Monsters (Neelix Remix)
- Meller – Dirty Buddy (Neelix Remix)
- NOK & Rocky – Green Sector (Neelix Remix)
- Peter Gun – Hot Pant Girl (Neelix Remix)
- Phaxe – Angels Of Destruction (Neelix Whatz Up Remix)
- Rinkadink – Disco Decay (Neelix Remix)
- S.U.N. Project – Never Look Behind (Neelix Remix)
- Symphonix – Good Old Times (Neelix Remix)
- Vök – Before (Neelix Remix)
- Vök – Waterfall (Neelix Remix)
- Mogli – Winter Sun (Neelix Remix)

Mash-Ups
- Jochem Peterson, Tom Hill & Meller – Wild Monsters (Neelix Mash Up Remix)